# باز كوبر
باز كوبر (الاسم العلمي: Accipiter cooperii)(بالإنجليزية: Cooper's hawk) هو باز متوسط الحجم، موطنه قارة أمريكا الشمالية ويتواجد من جنوب كندا إلى شمال المكسيك. الذكر أصغر من الأنثى حجما؛ كما هو الحال عند العديد من أنواع الطيور الجارحة. الطيور من هذا النوع، والتي تكون موجودة شرق نهر المسيسيبي؛ تميل لأن تكون أكبر حجما من الطيور الموجودة في الغرب.

## التصنيف
تم وصف باز كوبر لأول مرة من قبل عالم الطبيعة الفرنسي شارل لوسيان بونابرت في عام 1828. هذا الطائر عضو في جنس البازيات. سمي هذا الطائر على اسم عالم الطبيعة ويليام كوبر، أحد مؤسسي كلية ليسيوم للتاريخ الطبيعي في نيويورك (فيما بعد أصبحت أكاديمية العلوم في نيويورك). الأسماء الشائعة الأخرى لهذا الباز هي؛ سهم أزرق كبير، وباز الدجاج، والباز المكسيكي، وباز السمان، والمهاجم، والباز السريع.

## الوصف

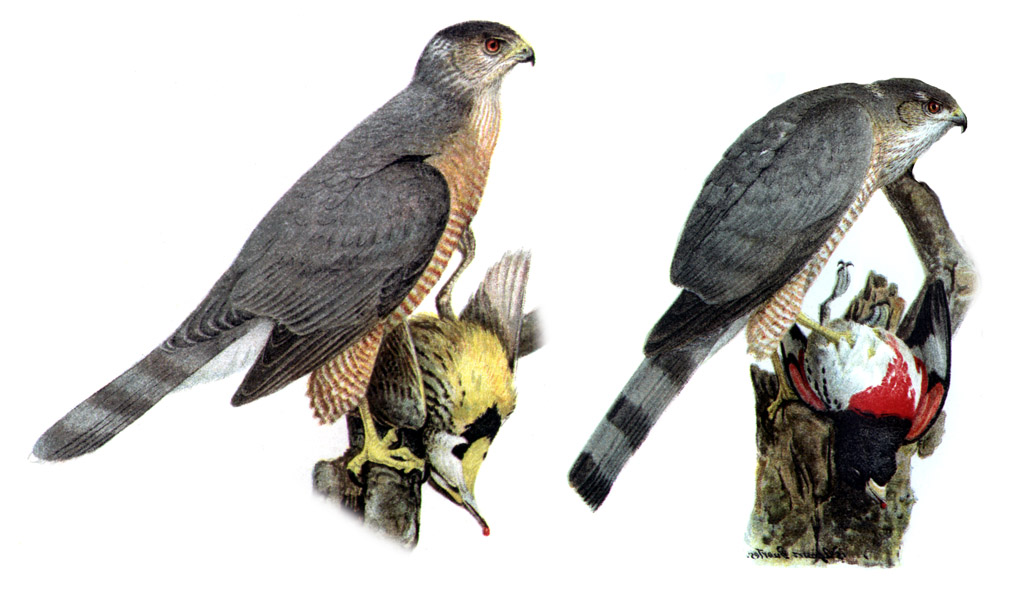
مقارنة بين باز كوبر ذكر (يسار) وانثى باز اصهب الفخذ (يمين)

يتراوح معدل كتلة جسد الذكور البالغة من 220–440 غرام (7.8–15.5 أونصة) وطول جسدها يتراوح بين 35 و 46 سنتيمتر (14 و 18 بوصة) .الذكر البالغ أصغر بكثير من معدل حجم الإناث، الذي يتراوح وزنها بين 330–700 غرام (12–25 أونصة) ويتراوح طولها من 42–50 سنتيمتر (17–20 بوصة). يتراوح طول باع جناحي هذه الطيور من 62–94 سنتيمتر (24–37 بوصة). أفراد هذا الباز التي تعيش في المناطق الشرقية، حيث يبلغ معدل وزن الذكور 349 غرام (12.3 أونصة) ومعدل وزن الإناث 566 غرام (20.0 أونصة)، تميل إلى أن تكون أكبر وأثقل من تلك البيزان الموجودة في المناطق الغربية، حيث يبلغ معدل وزن الذكور280 غرام (9.9 أونصة) ومعدل وزن الإناث 440 غرام (16 أونصة).
طيور باز كوبر لديها أجنحة مستديرة قصيرة، مقياس طول وتر الجناحين هو 21.4–27.8 سنتيمتر (8.4–10.9 بوصة)، وذيلها طويل نسبيا، طوله 17–20.5 سنتيمتر (6.7–8.1 بوصة)، وتتتخلله ألوان غامقة ويكون مستدير الأطراف في نهايته. رسغ الباز طويل نسبيًا، كما هو الحال في معظم الطيور الباز، حيث يتراوح طوله ما بين 5.6–7.6 سنتيمتر (2.2–3.0 بوصة)، منقاره صغير نسبيا، طوله هو 1.5–2.1 سنتيمتر (0.59–0.83 بوصة) فقط. للطيور البالغة عيون حمراء وغطاء أسود، مع أجزاء علوية لونها أزرق-رمادي وأجزاء سفلية لونها أبيض مخللة بعلامات رفيعة وطويلة لونها أحمر. الذيل لونه أزرق-رمادي من الجهة العليوية وشاحبة اللون ومخللة بعلامات سوداء من الجهة السفلية.
لون عيون الطيور الغير بالغة هو أصفر ولديها غطاء بني، مع أجزاء علوية بنية اللون، بينما الجهة السفلية شاحبة اللون مع خطوط سوداء رقيقة وفاهية وتمتد في الغالب حتى البطن. ذيلها لونه بني من الجهة العلوية وباهت من الجهة السفلية وتتخلله علامات سوداء. عيون هذا الباز، كما هو الحال في معظم الطيور المفترسة، موجهة نحو الأمام، مما يتيح إدراكًا جيدًا وعميق من أجل مطاردة وصيد الفريسة أثناء الطيران بسرعات عالية. منقار الباز متكيف ومتطور بشكل جيد لتمزيق لحم الفريسة. تعد بيزان كوبر غير البالغة أكبر إلى حد ما من طيور الباز أصهب الفخذ وأصغر من طيور الباز الشمالي، على الرغم من أن حجم الذكور البالغة التي تعد صغيرة الحجم نسبيا مشابه تقريبًا لحجم إناث الباز أصهب الفخذ وحجم إناث باز كوبر كبيرة الحجم نسبيا، يتشابه مع ذكر الباز الشمالي الصغير. على الرغم من أن ألوان بيزان كوبر تشبه بشكل عام ألوان الباز أصهب الفخذ إلى حد ما، تعتبر بيزان كوبر عريضة الصدر أكثر، ورأسها أكبر، وشكل جسمها يبدو أكثر قوة عموما. حجم باز كوبر وحجم الباز أصهب الفخذ مشابه لحجم الغراب، لكن يمكن تمييزهما عن بعضهما البعض في بعض الأحيان، إلا أن تمييزهما عن بعضهما البعض يعتبر أكثر صعوبة حين تكون المقارنة بين ذكر باز كوبر وأنثى الباز أصهب الفخذ. عادة، تتميز طيور الباز الشمالي بحجمها الأكبر وريشها ذي الألوان المختلفة عن ألوان باز كوبر، وتكون صغارها أعرض حجما، مع خطوط في الأسفل داكنة اللون أكثر وعلامات ريش مختلفة وغير منظمة أكثر من صغار باز كوبر. يبدو باز كوبر طويل العنق خلال الطيران ويصفه مراقبو الطيور بأنه يشبه «الصليب الطائر». يتم رؤية باز كوبر في الغالب وهو يطير مع رفرفة الجناحين بشكل متعاقب وسريع ويقوم بانزلاقات عبر الجو، من الممكن أن يرى هذا الطير وهو يحلق أيضًا.

## مسكنه وتوزيعه

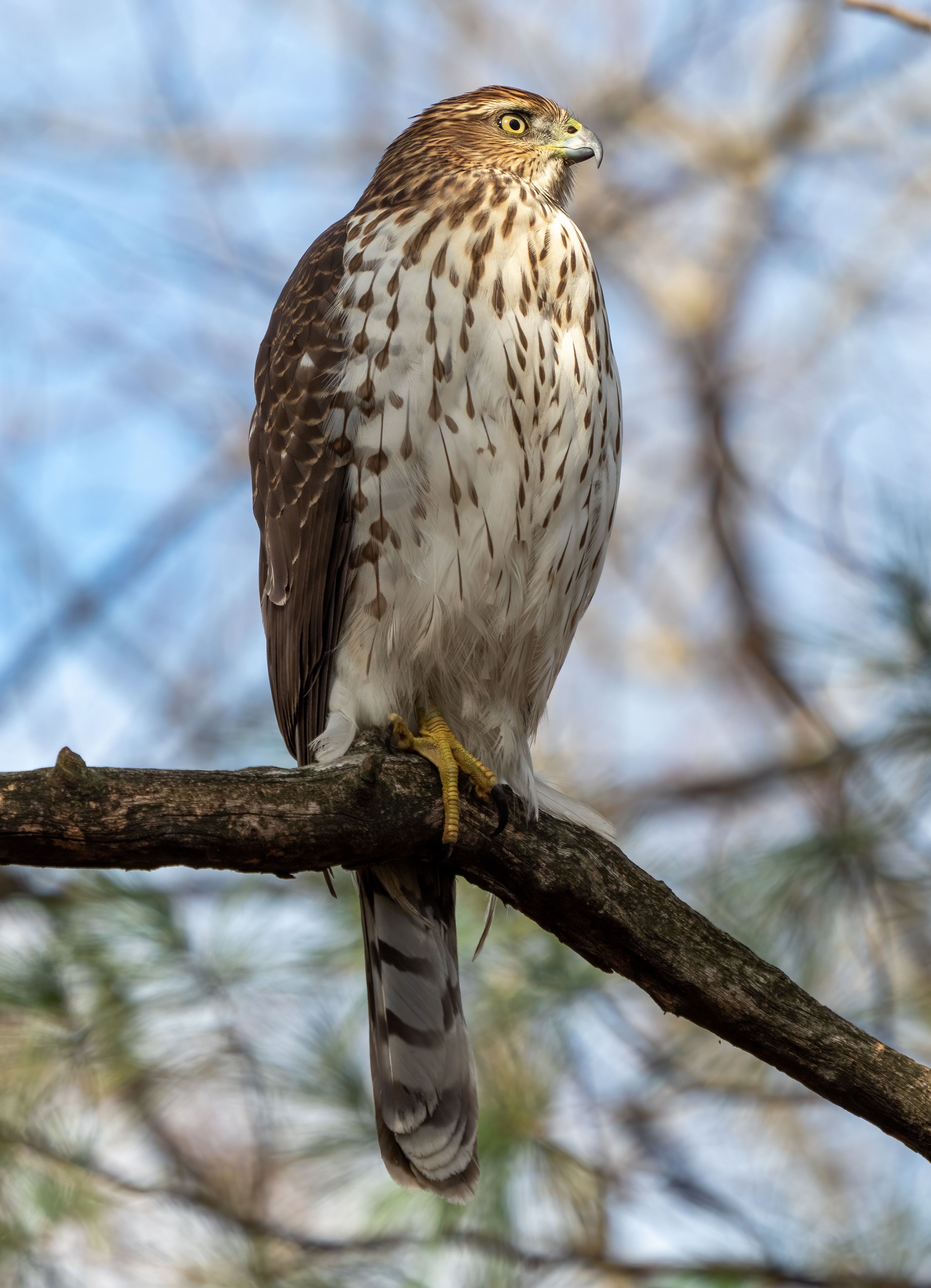
عصفور صقر كوبر في مرحلة الشباب، رصد في حديقة بروسبكت، نيويورك، في شهر يناير من عام 2021.

يمتد نطاق تكاثرها من جنوب كندا إلى شمال المكسيك. تتواجد هذه الطيور بشكل عام نحو الجنوب أكثر من غيرها من بازيات أمريكا الشمالية، وهي الباز أصهب الفخذ والباز شمالي. الطيور الموجودة في نطاق معظم المناطق الكندية وشمال الولايات المتحدة تهاجر في فصل الشتاء، وتقوم بعض بيزان كوبر بالهجرة جنوبا حتى بنما في فصل الشتاء. يعيش باز كوبر في أنواع مختلفة من غابات الأشجار النفضية والأراضي الخشبية المفتوحة، بما في ذلك الغابات الصغيرة، والغابات الشطئية في المناطق الجافة، والأراضي الحرجية المفتوحة والغابات المتواجدة بها أشجار بينيون، والمناطق الجبلية الحرجية ويعشش حتى في العديد من المدن. كان يُعتقد في السابق أن هذه البيزان تشعر بالامتعاض تجاه المدن والبلدان وتحاول أن تتجنبها، ولكنها الآن طيور شائعة التواجد في المدن الحضارية والضواحي إلى حد ما. يتوفر في المدن الكثير من الحمام الجبلي وحمام الحداد التي يفترسها باز كوبر من أجل الطعام. على الرغم من أن هذه البيزان أكثر قابلية للتكيف في الموائل من طيور الباز أصهب الفخذ، مع ذلك، تشير الدراسات إلى أن هذا النوع لا يزال يفضل في الكثير من الأحيان مساحات كبيرة من الأراضي الحرجية للتكاثر والانتقال إلى مناطق متطورة السكن ومجزأة.

## السلوك

### التغذية

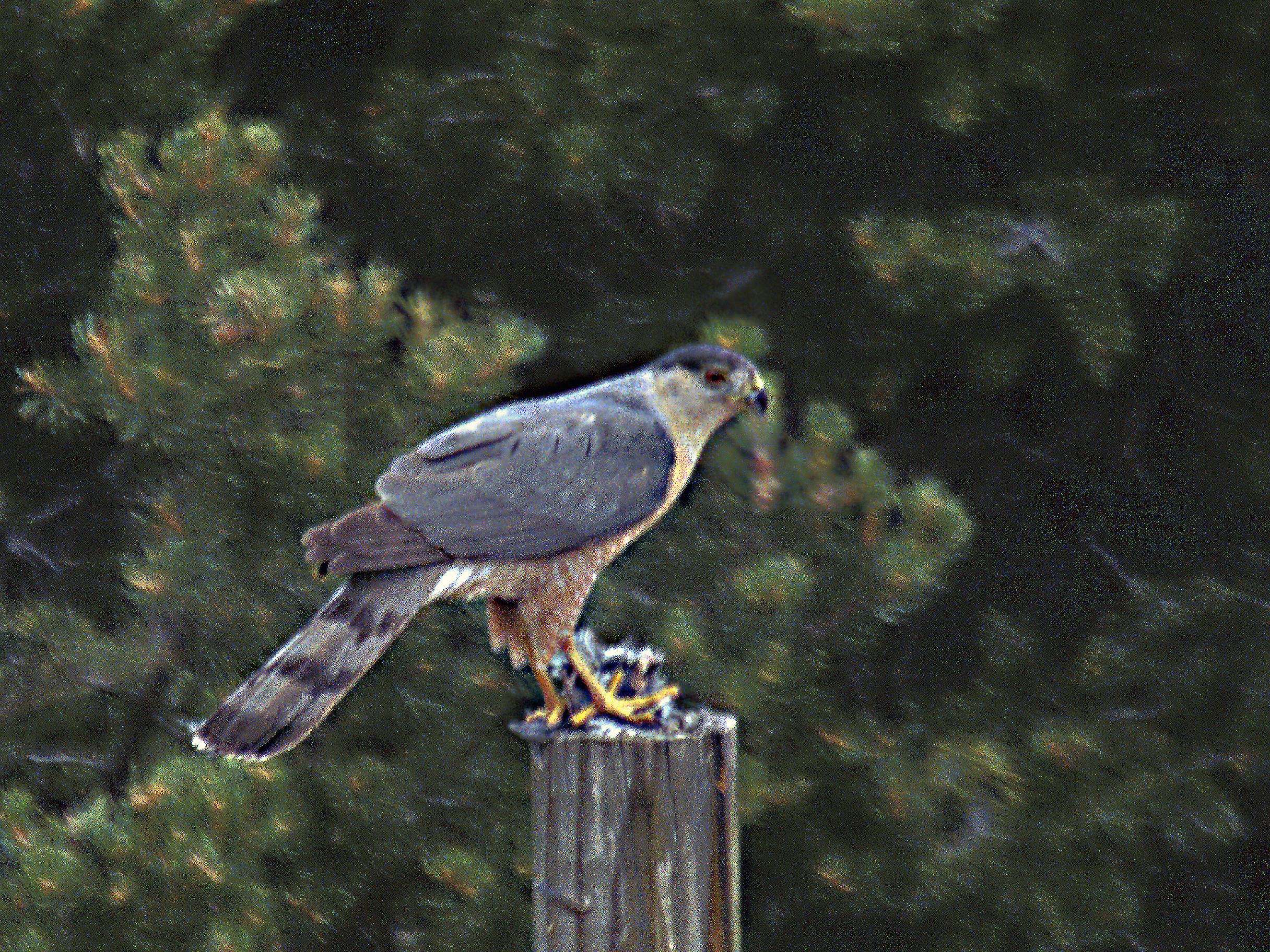
باز يتناول شرشور في فناء خلفي الذي يحوي مغذيات طيور

تلتقط هذه الطيور فريستها عن طريق الظهور من مخبأ أو أثناء الطيران بسرعة من خلال الغطاء النباتي الكثيف، والاعتماد بشكل كامل تقريبا على عنصر المفاجأة. أظهرت إحدى الدراسات أن أسلوب الصيد هذا خطير للغاية. تم فحص أكثر من 300 هيكل عظمي تابع لطيور باز كوبر واكتشف أن %23 من هذه الهياكل تحوي التئام كسور في عظام الصدر. بيزان كوبر تفترس بشكل شبه حصري على الطيور الصغيرة والمتوسطة الحجم. وتشمل أنواع الفرائس النموذجية التي يصطادها على الآتي، السمنة الأمريكية، وغيرها من طيور السمنة، والقيق، ونقار الخشب، والزرزور الأوروبي، والسمان، وصفراويات، والوقواق، والحمام واليمام. قد يفترس هذا الباز أيضا طيور جارحة مثل العوسق الأمريكي وغيرها من الطيور الجارحة الصغيرة، بما في ذلك قريبه البيولوجي باز أصهب الفخذ. من المعروف عن هذه الطيور أنها تسلب الأعشاش وقد تكمل نظامها الغذائي باصطياد الثدييات الصغيرة مثل السنجاب والأرانب البرية، والفئران، والسناجب، والخفافيش. حتى يقوم نادراً بافتراس السحالي والضفادع والثعابين. وعادة ما يمسك فريسته بأقدامه ويقتلها عن طريق الضغط عليها مرارًا وحملها بعيدًا عن جسمه حتى تموت. كما شوهدت هذه البيزان وهي تقوم بإغراق فريستها، بحيث إنها تمسكها تحت الماء حتى تتوقف عن الحركة. تقوم البيزان بقلع الريش عن فريستها على عمود أو أي جثم آخر. كما أنها تصطاد الطيور المغردة التي تقتات من مغذيات طيور الفناء الخلفي، وتنجز ذلك عن طريق الجلوس في الجوار ثم الهجوم والتسبب في تناثر الطيور واصطياد واحد منها خلال الطيران. قد تطارد هذه الطيور فريسة متواجدة على الأرض عن طريق الجري وراءها على الأرض نصف الوقت والطيران في النصف الآخر.

### المغازلة
باز كوبر هو طائر يقضي وقته بشكل منفرد ومنعزل؛ باستثناء مواسم التكاثر، أو عند حدوث تجمعات وتجمهرات خلال اوقات الهجرة وهو امر يعتبر نادر الحدوث. باز كوبر هو طير أحادي الزواج، ولكن معظم هذه الطيور لا تتزاوج طيلة فترة حياتها. سوف تتكاثر الأزواج مرة واحدة في السنة وتربي مجموعة فراخ واحدة خلال موسم التكاثر. تتضمن عروض المغازلة طيران بأسلوب منمق مع رفع الأجنحة بشكل قوسي. أثناء العروضات خلال الطيران؛ تيبدأ الذكور بالغوص عبر الجو باتجاه الأنثى، يتبع ذلك مطاردة بطيئة السرعة التي خلالها يقوم الذكر بكشف ريش الأغطية السفلية الممدودة لذيله. يرفع الذكر جناحيه عالياً فوق الظهر ويطير في شكل قوس عريض مع رفرفة إيقاعية وبطيئة. عادة ما تحدث المغازلة في اوقات الأيام المشمسة المشرقة؛ في منتصف الصباح. بعد حدوث الاقتران، يقوم الذكر بالانحناء قبل البدء في بناء العش.

### التكاثر

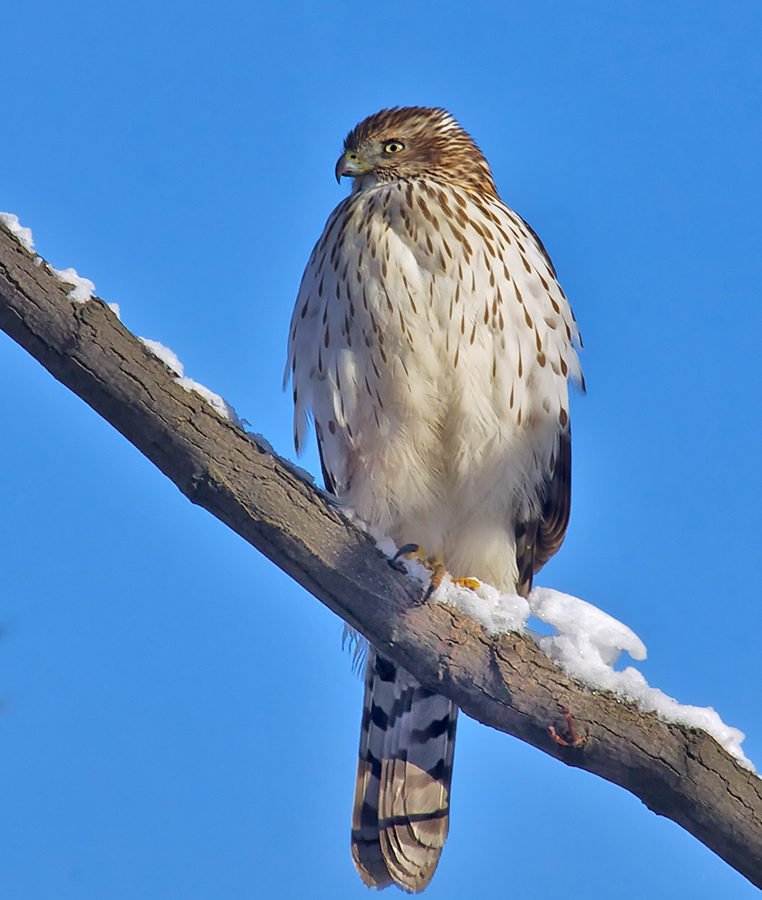
باز كوبر غير ناضج، أثناء فصل الشتاء

موائل تكاثرها هي مناطق الغابات. يبني الزوج عش من عصي على الأشجار الكبيرة. يمتد بناء العش على مدار أسبوعين. الاعشاش هي أكوام من العصي ويكون قطرها حوالي 70 سنتيمتر (28 بوصة) وعلوها حوالي 15–43 سنتيمتر (5.9–16.9 بوصة) مع تواجد فراغ بوسطها على شكل كوب، يكون عرض هذا الفراغ حوالي 20 سنتيمتر (8 بوصة) وعمقه حوالي 10 سنتيمتر (4 بوصة). تبني هذه الطيور أعشاشها على أنواع اشجارالصنوبر، والبلوط، واشجار دوغلاس، اشجار الزان، اشجار التنوب، وغيرها من أنواع الأشجار التي تكون متواجدة عادة على أرض مستوية بدلا من تواجدها على التلال. الأعشاش عادة تكون موجودة بعلو حوالي 7.6–15.1 متر (25–50 قدم) عن الأرض، أي في منتصف علو الشجرة، وعلى فرع أو غصن أفقي. عادة ما يكون حجم مجموعة البيض في العش ما بين 3 إلى 5 بيضات. لون البيض هو أزرق مثل الكوبالت وحجمه هو حوالي 48×38 مليمتر (1.9×1.5 بوصة) ويزن حوالي 43 غرام (1.5 أونصة). تحتضن الأنثى البيض لمدة حوالي ما بين 30 و 36 يوم. وزن الفراخ هو حوالي 28 غرام (0.99 أونصة) وطولها هو حوالي 9 سنتيمتر (3.5 بوصة) وتكون مغطاة بالكامل بزغب أبيض. يتم حضن الفراخ لمدة أسبوعين من قبل الأنثى، ويقوم الذكر بهذا الوقت بالبحث عن الطعام. يتم بلوغ الفراخ ووصولها إلى مرحلة النضوج بغضون ما بين 25 إلى 34 يوم من العمر، على الرغم من اكتساب الطيور الصغيرة القدرة على الطيران؛ ستعود إلى العش ليتم تغذيتها حتى تصبح مستقلة عند حوالي سن 8 أسابيع. نادراً؛ يتم افتراس البيض والصغار في العش من قبل الراكون، الغربان وكذلك بيزان كوبر المتنافسة الأخرى. ونادراً ما تقع بيزان كوبر البالغة نفسها فريسة للطيور الجارحة الأكبر منها؛ التي يمكن ان تكون البيزان ذات الذيل الأحمر، أو بومة قرناء كبيرة، أو صقر الشاهين، وصقور المروج، والعقبان الرخماء، والعقبان الذهبية، والبوهة الأوراسية، والباز الشمالي.

### التواصل
تتواصل طيور باز كوبر باستخدام الأصوات واقامة العروض. من المحتمل أن يكون الصوت وسيلة مفضلة أكثر من العروضات للتواصل بين بعضها البعض، وذلك لأن كثافة موائلها قد تمنع رؤية العروض بصورة واضحة من مسافة بعيدة. عادة ما تكون الذكور خاضعة للإناث، وسوف ينتظر الذكر نداءات معينة تصدرها الانثى التي تعتبر تأكيد على امكانية اقترابه منها. لدى الذكور درجة صوت أعلى من الإناث.

## مدة حياته
قد يعيش باز كوبر في البرية لمدة تصل إلى حوالي 12 عامًا. أكبر سن معروفة وصل اليها هذا النوع من البيزان هو 20 عامًا و 4 أشهر.

## وضعه
في وقت من الأوقات؛ كانت تُصطاد بيزان كوبر بشدة كنوع من الاضطهاد والعِقاب نتيجة لافتراسها وتناولها الدواجن، وكان يطلق عليها اسم بيزان الدجاج. من المعروف الآن أن الافتراسات التي تقوم به هذه البيزان على الحيوانات الأليفة تعتبر حالات ضئيلة الحدوث، ونادراً ما يتم اصطياد هذه الطيور حاليًا. [بحاجة لمصدر]
مع ذلك؛ أحد التهديدات التي تواجهها بيزان كوبر اليوم هو تدهور الموائل وفقدانها. أنشطة الإدارة، مثل قطع الأشجار، قد تجعل موائلها السابقة غير مناسبة للتكاثر. بصفتها مفترسًا طبيعيًا، تقريبًا لأي نوع من أنواع الطيور في أمريكا الشمالية الذي يعتبر أصغر منها حجما، قد تسبب بيزان كوبر بدون قصد بحدوث خسارة بأعداد مجموعات من الأنواع النادرة من الطيور؛ التي تعتمد على جهود الحفظ. قد يكون العوسق الأمريكي، الذي تعرض لانخفاض كبير في عدد افراده، أحد أنواع الطيور التي عانت من اعتداء وافتراس بيزان كوبر عليها من بعد ما استردت هذه الطيور اعدادها.

## صور

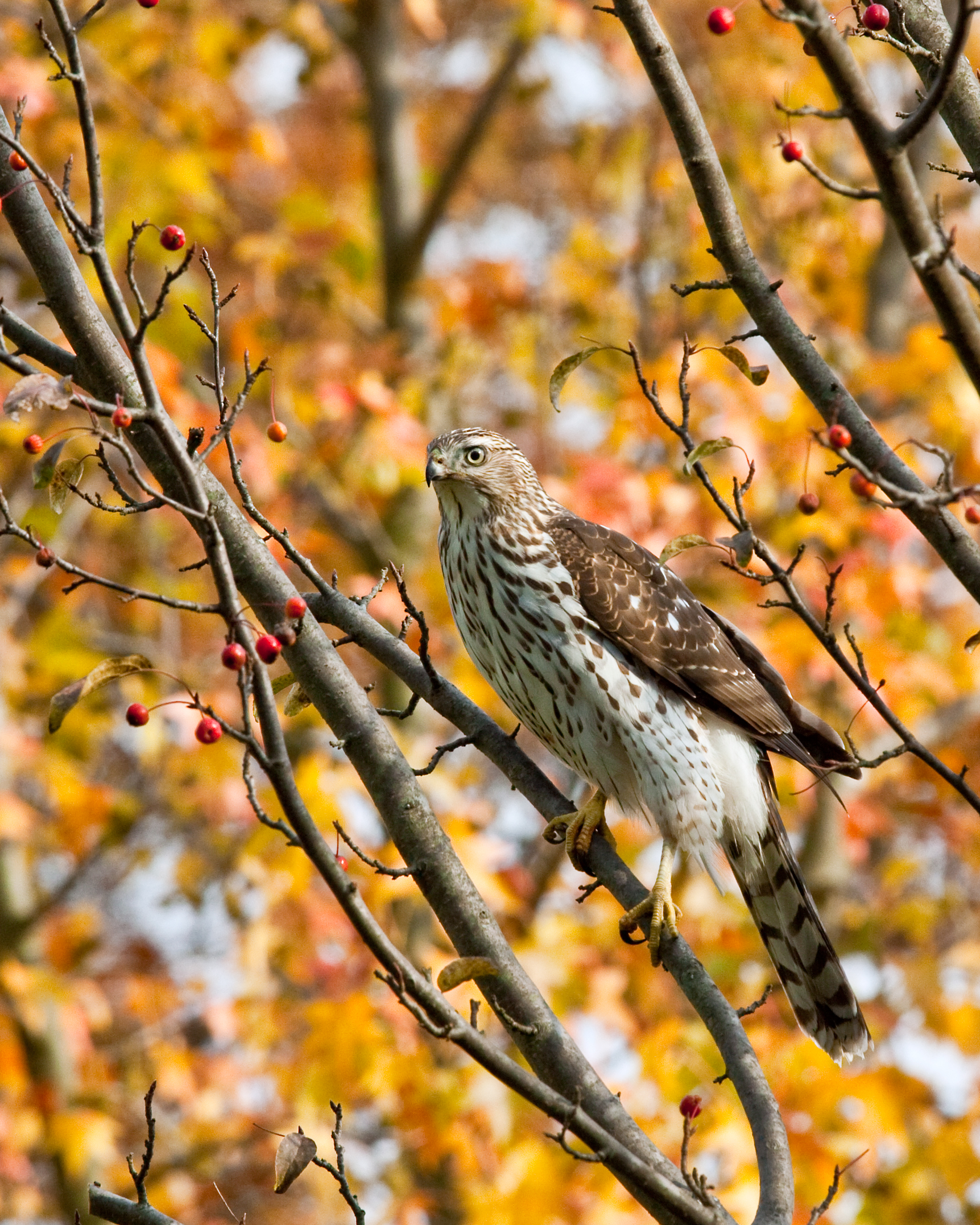
باز كوبر غير ناضج
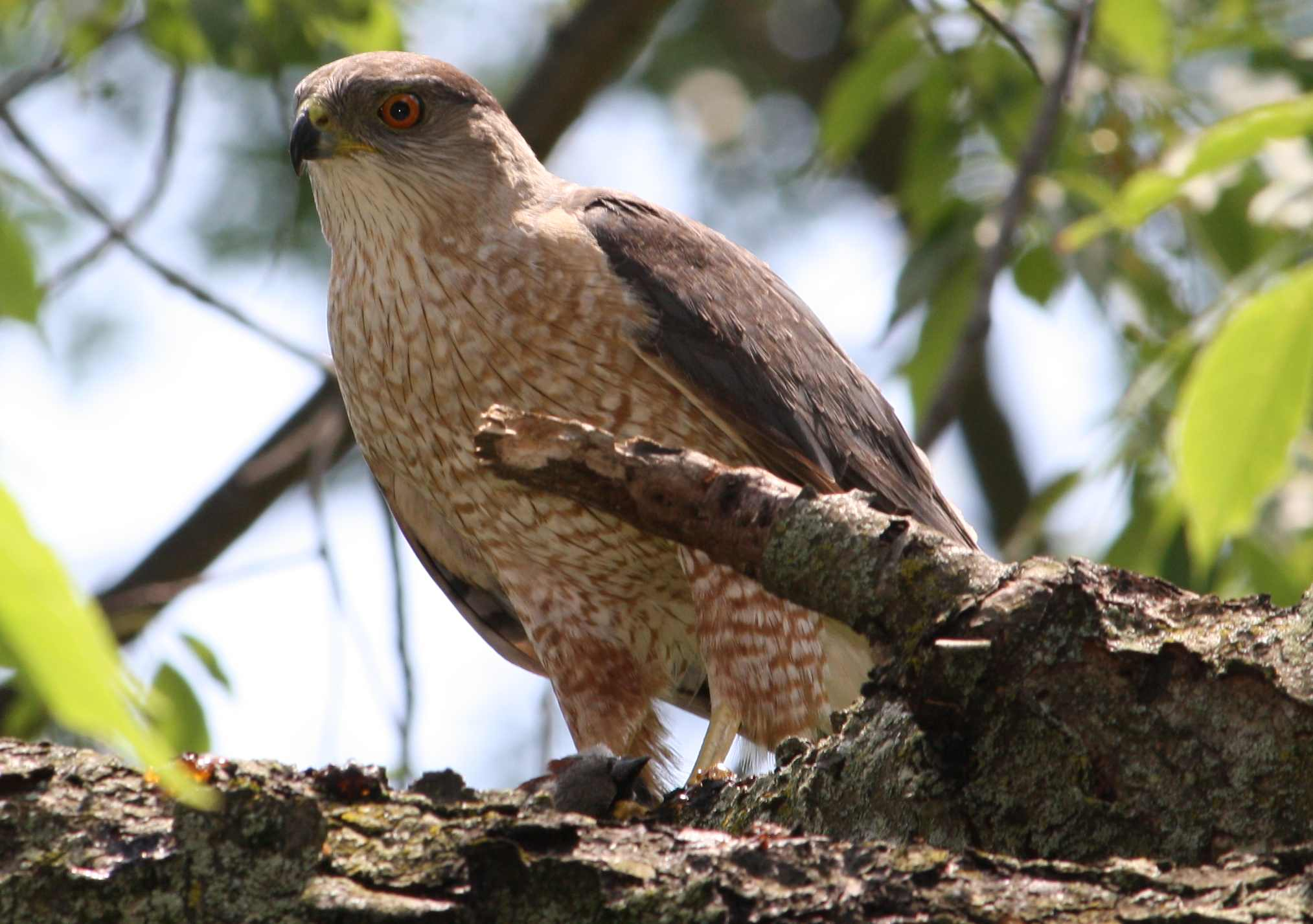
باز كوبر مع فريسة
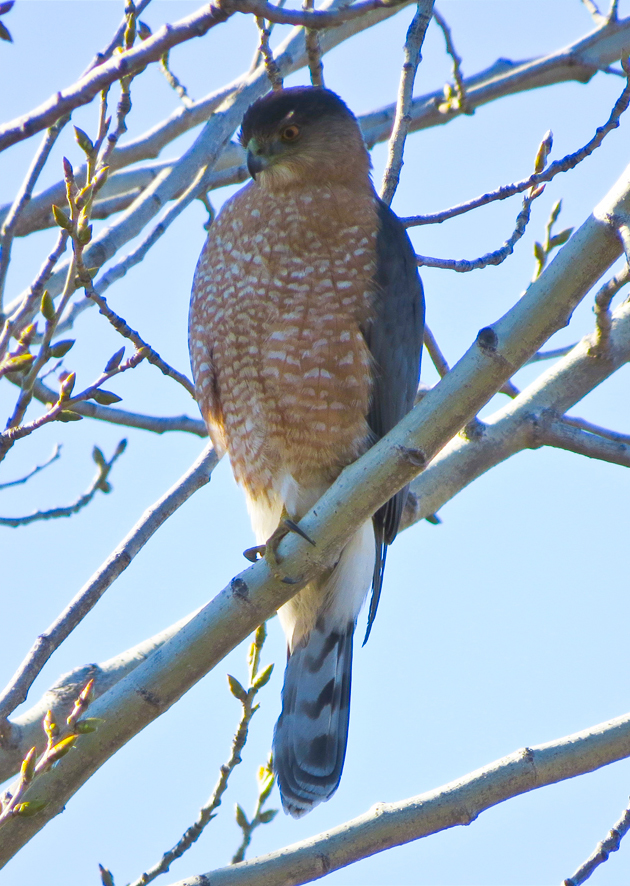
باز كوبر بالغ
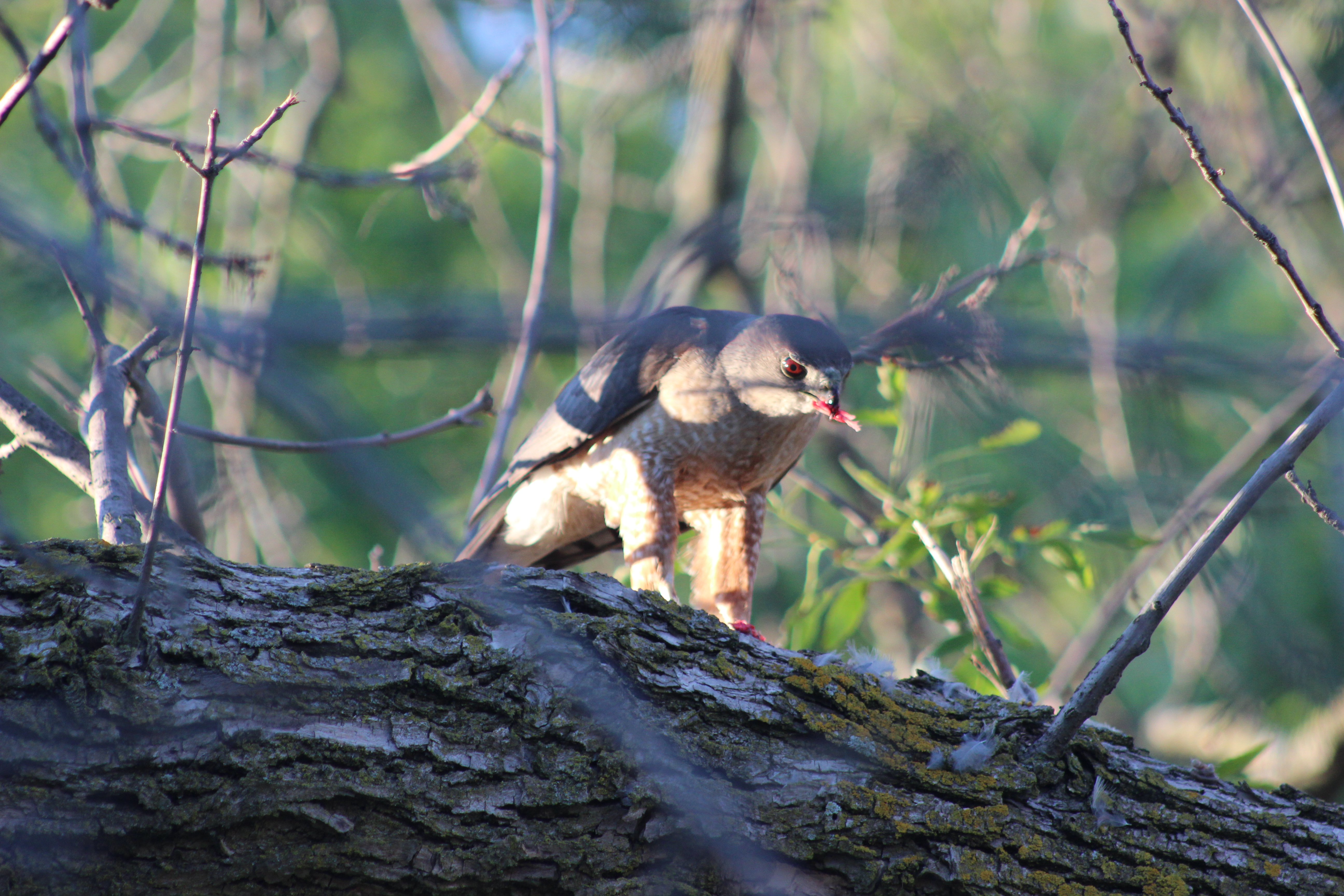
باز كوبر يتغذى على طائر صغير

## روابط خارجية
- حساب باز كوبر للأنواع - مختبر كورنيل لعلم الطيور
- باز كوبر - Accipiter cooperii - هيئة المسح الجيولوجي الأمريكية Patuxent BirdCenter InfoCenter
- "وسائط عن Cooper's hawk". إنترنت بيرد كوليكشن.
- معرض الصور عن Cooper's hawk على فيريو (جامعة دركسل)

- خريطة تفاعلية لنطاق انتشار Accipiter cooperii على IUCN Red List maps